# عمران سالم
عمران سالم (انگلیسی: Omran Salem؛ زادهٔ ۱۵ فوریهٔ ۱۹۹۷) بازیکن فوتبال اهل لیبی است.
وی همچنین در تیم ملی فوتبال لیبی بازی کرده‌است.